# Azamat Mukánov
Azamat Mukánov (en kazajo: Азамат Муканов; 30 de enero de 1987) es un deportista kazajo que compitió en judo.
Ganó una medalla de plata en el Campeonato Mundial de Judo de 2013, y una medalla de bronce en el Campeonato Asiático de Judo de 2013. En los Juegos Asiáticos de 2014 consiguió una medalla de bronce.

## Palmarés internacional
| Campeonato Mundial  | Campeonato Mundial      | Campeonato Mundial | Campeonato Mundial |
| Año                 | Lugar                   | Medalla            | Categoría          |
| ------------------- | ----------------------- | ------------------ | ------------------ |
| 2013                | Río de Janeiro (Brasil) | Medalla de plata   | –66 kg             |
| Juegos Asiáticos    |                         |                    |                    |
| Año                 | Lugar                   | Medalla            | Categoría          |
| 2014                | Incheon (Corea del Sur) | Medalla de bronce  | –66 kg             |
| Campeonato Asiático |                         |                    |                    |
| Año                 | Lugar                   | Medalla            | Categoría          |
| 2013                | Bangkok (Tailandia)     | Medalla de bronce  | –66 kg             |